# Lago Frying Pan
Il lago Frying Pan (ribattezzato Waimangu Cauldron nel 1963  anche se questo nome non viene ampiamente utilizzato) è la più grande sorgente termale  del mondo. Il lago è situato nell'Echo Crater della Waimangu Volcanic Rift Valley, in Nuova Zelanda e le sue acque acide rimangono sempre ad una temperatura di circa  50-60 °C . Il lago copre 38000 m² del cratere e rimane profondo 5,5 m, anche se alle bocche può scendere fino a 18,3 metri.
L'Echo Crater si è formato con l'eruzione del monte Tarawera del 1886, che ha aperto diversi crateri lungo una faglia lunga 17 km. A seguito di questo evento eruttivo, il fondo del cratere si riempì di acqua piovana e di acque sotterranee, ma fu solo dopo una grande eruzione nell'Echo Crater il 1 aprile 1917 che il cratere più grande si riempì di sorgenti termali per raggiungere le dimensioni attuali entro la metà del 1918.
L'eruzione più recente dell'Echo Crater si è verificata il 22 febbraio 1973, distruggendo l'area di Trinity Terrace sulla sponda sud-orientale del lago Frying Pan. Sulla sponda occidentale del lago,  rimane visibile un'area di terrazze colorate per sinterizzazione. A nord, il lago è delimitato dalle fumanti Cathedral Rocks. Questa struttura rocciosa monolitica è composta da lava riolitica antica di almeno 60 000 anni ed era stata chiamata Gibraltar Rock fino a quando l'eruzione dell'Echo Crater del 1917 ha completamente cambiato la sua forma. In quell'evento scomparve anche una fumarola nota come Devil's Blowhole sulla parete settentrionale dell'Echo Crater.
L'acqua del lago Frying Pan è abitualmente fumante a causa dell'anidride carbonica e del gas acido solfidrico che gorgogliano in superficie, e può sembrare in ebollizione, anche se la temperatura media del lago è di 55 °C. Il lago e il suo emissario, il Waimangu Stream (che si trova indicato come Hot Water Creek nella Waimangu Wanderer Guide), hanno un livello medio di 3,8 pH anche se alcune sorgenti termali bollenti lo alimentano con acqua alcalina di pH da 8,2 a 8,7. In questo ambiente acido, vivono alcuni tipi di alghe: l'alga blu-verde Mastigocladus laminosus e l'alga eucariotica Cyanidium caldarium.
L'unicità della ciclicità del sistema idrotermale che collega il Frying Pan e il vicino lago Inferno Crater è stata oggetto di studi da quando, nel 1970, sono state installate apparecchiature di monitoraggio presso l'emissario il Waimangu Stream e nel Inferno Crater. Il livello dell'acqua e i volumi di straripamento dei laghi seguono un ritmo complicato che si ripete all'incirca ogni 38 giorni. Quando il livello dell'acqua e la temperatura dell'Inferno Crater aumentano, il livello dell'acqua e il deflusso del Frying Pan diminuiscono.
Il lago Frying Pan è una delle prime grandi attrazioni incontrate lungo il percorso pedonale di Waimangu. Il sito dell'estinto Waimangu Geyser si trova non lontano dalla sua sponda nord-orientale.